# Matías Corral
Matías Corral (San Isidro, Buenos Aires; 10 de agosto de 1968) es un exjugador de rugby argentino, jugador de la primera división del San Isidro Club (SIC) entre 1988 y 1995, campeón mundial con los Pumitas M-19, en el mundial de 1987 y Puma desde 1992 hasta su retiro luego de la Copa Mundial de Rugby de 1995, realizada en Sudáfrica, donde fue distinguido como el mejor pilar izquierdo de la copa del mundo de ese año, siendo el único argentino que integró el Dream Team. Junto a Patricio Noriega y Federico Méndez, fueron nombrados como la mejor primera línea del mundial. Es hermano menor de Estanislao, exjugador de primera del San Isidro Club y Pumita en 1984, y hermano mayor de Alejo Corral, exjugador del SIC y Los Teros

## Carrera deportiva
Matías jugó en el San Isidro Club, debutó en primera división en 1988. Allí formó una de las primeras líneas más recordadas junto a Juan José Angelillo y Diego Cash. Integró los seleccionados juveniles de Buenos Aires y Los Pumitas. En 1992 formó parte del seleccionado universitario que disputó el mundial de Roma, en el cual salieron subcampeones. Desde ese año representó al seleccionado mayor de Buenos Aires. Con Los Pumas debutó en mayo de 1993, con el triunfo frente a Japón. De los 17 test matches que jugó, ganó 8 y perdió 9. Con el Seleccionado de Buenos Aires, integró el equipo que venció por 28-27 a los Springboks en 1993, siendo unas de las figuras del encuentro, lo que le valió la nominación para los Premios Olimpia. En 1994 el popular diario Clarín lo distinguió como el mejor jugador de rugby argentino. En 1995 jugó su único mundial, donde Los Pumas pese a realizar un buen desempeño, perdieron contra Inglaterra por 24 a 18, encuentro en el que los ingleses no pudieron anotar tries. La siguieron las derrotas frente a Samoa e Italia, rival contra el que apoyó su único try, en su corta carrera internacional. Corral fue reconocido como el mejor pilar izquierdo del mundial. Luego de disputar la máxima competencia y de rechazar varias ofertas para jugar en clubes del exterior, decidió retirarse de la actividad para estudiar un posgrado en marketing en la Universidad de Boston, Estados Unidos.

## Palmarés

### Títulos locales
| Título             | Club            | País      | Año  |
| ------------------ | --------------- | --------- | ---- |
| URBA               | San Isidro Club | Argentina | 1988 |
| URBA               | San Isidro Club | Argentina | 1993 |
| Nacional de Clubes | San Isidro Club | Argentina | 1993 |
| URBA               | San Isidro Club | Argentina | 1994 |
| Nacional de Clubes | San Isidro Club | Argentina | 1994 |

### Títulos provinciales
| Título               | Seleccionado | País      | Año  |
| -------------------- | ------------ | --------- | ---- |
| Seven Punta del Este | Buenos Aires | Argentina | 1994 |
| Torneo Argentino     | Buenos Aires | Argentina | 1994 |

### Títulos internacionales
| Título       | Seleccionado | País      | Año  |
| ------------ | ------------ | --------- | ---- |
| Mundial M-19 | Los Pumitas  | Argentina | 1987 |
| Sudámericano | Los Pumas    | Argentina | 1993 |
| Panamericano | Los Pumas    | Argentina | 1995 |

### Partidos internacionales
| Test-Matches | Test-Matches   | Test-Matches | Test-Matches | Test-Matches                | Test-Matches          | Test-Matches          | Test-Matches | Test-Matches |
|              | Rival          | Resultado    | Fecha        | Lugar                       | Motivo                | Entrenador            | Trys         |              |
| ------------ | -------------- | ------------ | ------------ | --------------------------- | --------------------- | --------------------- | ------------ | ------------ |
| 1            | Japón          | 45-20        | 22/05/93     | Buenos Aires, Argentina     | Ventana IRB           | José Javier Fernández |              |              |
| 2            | Brasil         | 114-3        | 02/10/93     | San Pablo, Brasil           | Sudamericano          | José Javier Fernández |              |              |
| 3            | Paraguay       | 51-3         | 16/10/93     | Buenos Aires, Argentina     | Sudamericano          | José Javier Fernández |              |              |
| 4            | Uruguay        | 19-10        | 23/10/93     | Montevideo, Uruguay         | Sudamericano          | José Javier Fernández |              |              |
| 5            | Sudáfrica      | 26-29        | 06/11/93     | Buenos Aires, Argentina     | Ventana IRB           | José Javier Fernández |              |              |
| 6            | Sudáfrica      | 23-52        | 13/11/93     | Buenos Aires, Argentina     | Ventana IRB           | José Javier Fernández |              |              |
| 7            | Estados Unidos | 28-22        | 28/05/94     | California, Estados Unidos  | Ventana IRB           | José Javier Fernández |              |              |
| 8            | Escocia        | 16-15        | 04/06/94     | Buenos Aires, Argentina     | Ventana IRB           | José Javier Fernández |              |              |
| 9            | Sudáfrica      | 22-42        | 08/10/94     | Puerto Elizabeth, Sudáfrica | Ventana IRB           | José Javier Fernández |              |              |
| 10           | Sudáfrica      | 26-46        | 15/10/94     | Johannesburgo, Sudáfrica    | Ventana IRB           | José Javier Fernández |              |              |
| 11           | Uruguay        | 44-3         | 04/03/95     | Buenos Aires, Argentina     | Panamericano          | Ricardo Paganini      |              |              |
| 12           | Canadá         | 29-26        | 11/03/95     | Buenos Aires, Argentina     | Panamericano          | Ricardo Paganini      |              |              |
| 13           | Australia      | 7-53         | 30/04/95     | Brisbane, Australia         | Ventana IRB           | Ricardo Paganini      |              |              |
| 14           | Australia      | 13-30        | 06/05/95     | Sídney, Australia           | Ventana IRB           | Ricardo Paganini      |              |              |
| 15           | Inglaterra     | 18-24        | 27/05/95     | Durban, Sudáfrica           | Mundial Sudáfrica '95 | Ricardo Paganini      |              |              |
| 16           | Samoa          | 26-32        | 30/05/95     | East London, Sudáfrica      | Mundial Sudáfrica '95 | Ricardo Paganini      |              |              |
| 17           | Italia         | 25-31        | 04/06/95     | East London, Sudáfrica      | Mundial Sudáfrica '95 | Ricardo Paganini      | 1 Try        |              |

## Actualidad
En la actualidad, dentro de lo que su tiempo libre como CEO del grupo Inditex en Latinoamérica le permite, se dedica a maratones, más precisamente a correr el Ironman, una de las disciplinas más duras, la cual consta de tres etapas: 3,8 km de nado, 180 km de bicicleta y 42 km de corrida. Lleva finalizados seis Ironman: el de Florida y Río de Janeiro en 2009 y en China en 2010, entre los más destacados, donde registró tiempos de 1h.15m.52s. en nado, 5h.55m.11s en bicicleta y 4h.56m.01s. corriendo, lo que resulta en un tiempo final de 12h.19m.28s. Su estado le ha permitido volver a juntarse con varios de sus viejos compañeros del seleccionado nacional al participar con Los Pumas Classics en el mundial de Bermuda en 2010. Tiene tres hijos: Juana, Felipe y Valentina.

## Enlaces
http://es.wikipedia.org/wiki/Selecci%C3%B3n_de_rugby_de_Argentina#1995-1999
http://www.mundialxv.com.ar/nota.php?id=330 Archivado el 26 de abril de 2012 en Wayback Machine.
http://sanisidroclub.com.ar/index.php?option=com_content&view=article&id=2358:entrevista-a-matias-corral&catid=81:entrevistas&Itemid=200076
https://web.archive.org/web/20120426002034/http://www.tackledeprimera.com/articulo.php?id_articulo=193
- Datos: Q680326